# Pehenoukaï
Pehenoukaï est un vizir du règne du pharaon Néferirkarê Kakaï de la Ve dynastie.

## Biographie
Pehenoukaï succède probablement au vizir Ouash-Ptah qui occupait alors cette fonction au début du règne du roi. Il hérite ainsi d'une grande responsabilité au sein du royaume, premier personnage de l'État après pharaon, il est à la tête de l'administration et le premier magistrat du royaume. Il est également chargé d'organiser les expéditions vers les carrières du Sinaï et d'autres contrées avec lesquelles l'Égypte commerçait et il dirigeait les grands chantiers du règne, comme celui de la nouvelle pyramide royale édifiée sur le plateau d'Abousir au nord de Saqqarah.

### Titres
Parmi les nombreux titres qu'il portait on relèvera notamment ceux de :
- « Chef du Double Grenier »
- « Chef du Double Trésor »
- « Directeur des places des offrandes »

Ces fonctions le placent à la tête de l'administration du Trésor, c'est-à-dire de l'administration fiscale du pays.
- « Chef de tous les travaux du roi », soit l'architecte royal en titre
- « Chef des écritures du roi et des secrets des paroles du roi », c'est-à-dire secrétaire particulier du souverain[1].

Il occupait également des fonctions religieuses comme celle de « Prêtre-ouâb » dans la pyramide d'Ouserkaf, le fondateur de la dynastie.

### Sépulture
Sa tombe a été retrouvée et identifiée dans la nécropole de Saqqarah lors de l'expédition prussienne dirigée par Karl Richard Lepsius. Elle a livré outre une stèle fausse porte donnant les titres et fonctions de Pehenoukaï, de nombreux reliefs à la décoration d'une grande finesse et richesse iconographiques caractéristiques de la période.
Ainsi le vizir fait représenter des scènes classiques dans les mastabas de l'époque, comme celles de la gestion des domaines ou des processions de porteuses d'offrandes personnifiant ces terres rattachées au culte funéraire du ministre, mais également des scènes de navigation dont l'organisation et la symbolique ont été mises au point pour les temples funéraires royaux. Ces scènes ont été retrouvées le plus souvent de manière fragmentaire dans les ruines des édifices royaux. Chez Pehenoukaï, elles sont presque intactes et même si elle n'apparaissent pas aussi développées que leurs modèles royaux elles nous transmettent un témoignage de premier ordre sur la décoration des monuments funéraires officiels de la cour royale de cette période.
Le mastaba a été par la suite étudié en 1876 par Auguste Mariette qui en mesura l'ampleur révélant les dimensions d'une monument funéraire digne du rang du vizir.